# Par-delà le mur du sommeil (recueil)
Pour les articles homonymes, voir Par-delà le mur du sommeil (homonymie).
Par-delà le mur du sommeil est un recueil de cinq nouvelles appartenant aux genres de l'horreur et du fantastique de l'auteur américain H. P. Lovecraft publié en France aux éditions Denoël dans la collection Présence du futur en 1956. 

## Contenu
1. Par-delà le mur du sommeil (Beyond the Wall of Sleep)
 publié pour la première fois dans Pine Cones, octobre 1919
2. Les Rats dans les murs (The Rats in the Walls)
 publié pour la première fois dans Weird Tales, mars 1924
3. Le Monstre sur le seuil (The Thing on the Doorstep)
 publié pour la première fois dans Weird Tales, janvier 1937
4. Celui qui hantait les ténèbres (The Haunter of the Dark)
 publié pour la première fois dans Weird Tales, décembre 1936
5. L'Affaire Charles Dexter Ward (The Case of Charles Dexter Ward)
 publié pour la première fois dans Weird Tales en deux parties, en mai et juillet 1941

L'Affaire Charles Dexter Ward, texte assez long pour être considéré comme un bref roman, a été publié indépendamment à partir de 1972 aux éditions J'ai lu.

## Éditions françaises
- Denoël, coll. « Présence du futur » no 16, quatrième trimestre 1956, 240 pages, traduction de Jacques Papy. Réédité en 1964, 1969, 1978, 1979, 1984, 1991 et 1994[3].
- Gallimard, coll. « Folio SF » no 107, 2002, traduction révisée par Simone Lamblin.